# Étang de la Bressonne
Cet article concerne l'étang. Pour la rivière, voir Bressonne.
L'étang de la Bressonne est un étang situé à proximité du Chalet-à-Gobet, dans le Jorat, sur les hauts de Lausanne, en Suisse. Il a un volume de 20 000 m3.

## Histoire
Jusqu'à la fin du XIXe siècle, les prés de Bressonne (Praz de Bressonnaz) sont une zone marécageuse, source de la Bressonne, un affluent de la Broye. Ces prés sont reboisés au début du XXe siècle et changent alors de nom pour devenir les Vuargnes (ou les Vuarnes, les Vuarnoz). En 1944, la Bressonne est canalisée et les prés alentour sont asséchés.
En 1982, un coup de foehn dévaste la forêt. Le service des forêts, domaines et vignobles de la ville de Lausanne (actuel service des parcs et domaines), décide alors d’aménager un étang sur le site des Vuargnes. Entre 1986 et 1988, l'endroit est terrassé, une cuvette est creusée, des digues sont créées et 30 000 arbres et arbustes de 42 espèces indigènes différentes sont plantés autour de l'étang, sur 15 ha. 
En août 1988, l’étang est classé réserve de faune et de flore. Une tour d'observation est construite en 1990 : elle brûlera entièrement en 2004. Entre 1998 et 1999, une plate-forme d’observation est construite et des panneaux didactiques sont installés. En 2009 sont effectués d’importants travaux de réaménagement : la rive nord est fermée au public afin de protéger la nidification des oiseaux d'eau. La rive sud reste ouverte au public, et des aménagements permettent aux personnes à mobilité réduite d’accéder au site.

## Faune
L'étang et ses rives abritent plusieurs espèces d'oiseaux aquatiques (foulque macroule, canard colvert, harle bièvre et héron cendré), des amphibiens (triton alpestre, grenouille rousse et crapaud commun), des poissons (tanche), des libellules, des demoiselles et des écrevisses à pattes rouges. Le harle, le triton, le crapaud et le héron sont des hôtes temporaires du site, présents une partie de l'année seulement.
La création de l'étang a entraîné d'importantes migrations d'amphibiens venant y pondre chaque printemps après leur hibernation dans les forêts alentour. La présence juste à l'est de l'étang de la route des Paysans (entre le Chalet-à-Gobet et Peney-le-Jorat) a provoqué, lors de ces migrations, de lourdes pertes parmi les populations. Pour pallier ce problème, la ville a placé dès 1993 une barrière temporaire lors de la saison migratoire. Durant les dix ans qui ont suivi, 36 000 amphibiens bloqués par la barrière ont été transportés dans des seaux de l'autre côté de la route. Fin 2004, des éléments bétonnés ont été placés le long de la route, guidant les animaux vers cinq crapauducs de 70 cm leur permettant de passer sous la route.

## Flore
Parmi les nombreuses espèces recensées autour et dans l'étang se trouvent notamment l'aulne noir, l'aulne blanc, le saule pourpre, la massette, le scirpe aigu, l'iris jaune et la renoncule aquatique.

## Galerie

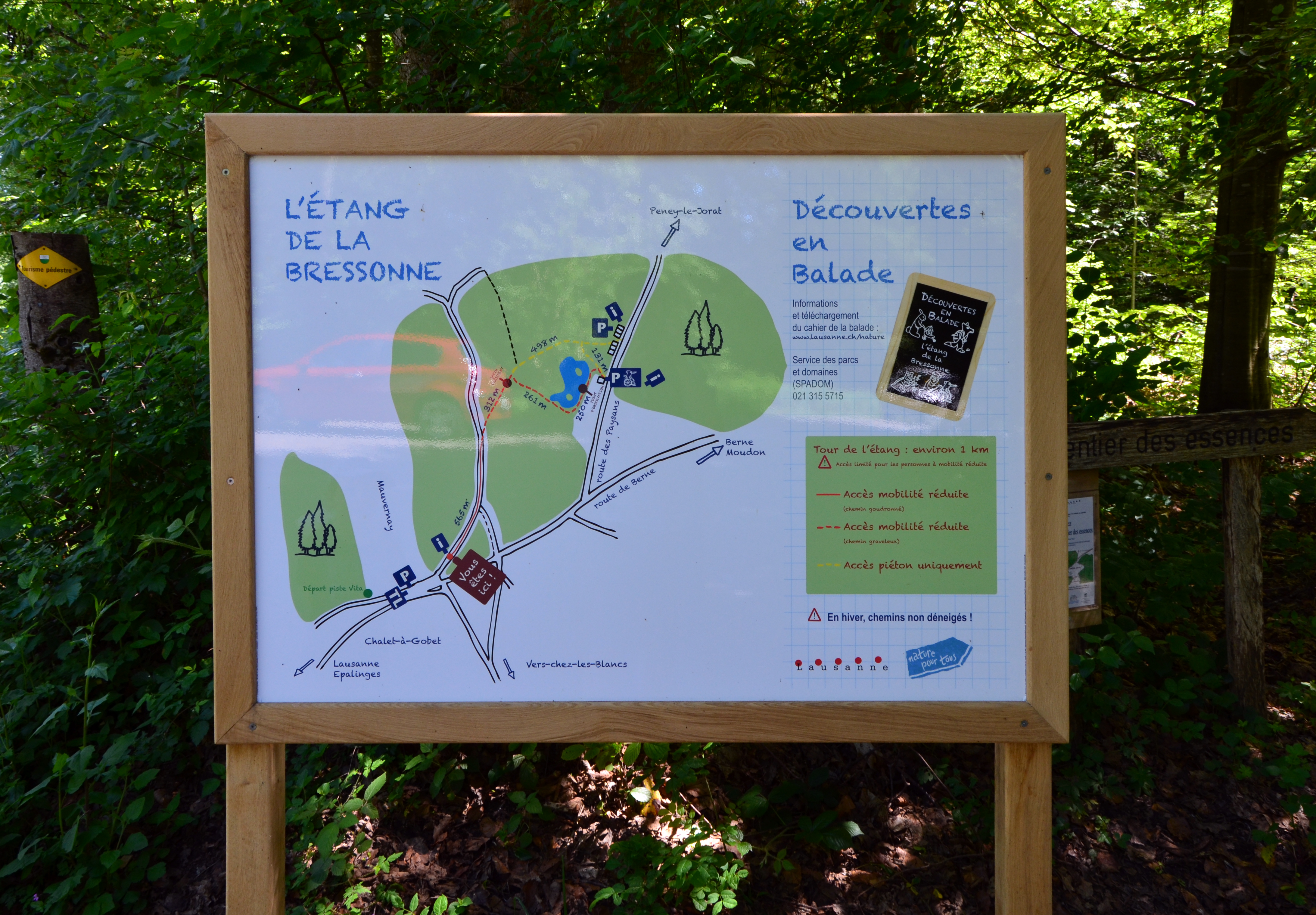
Plan d'accès à l'étang de la Bressonne.
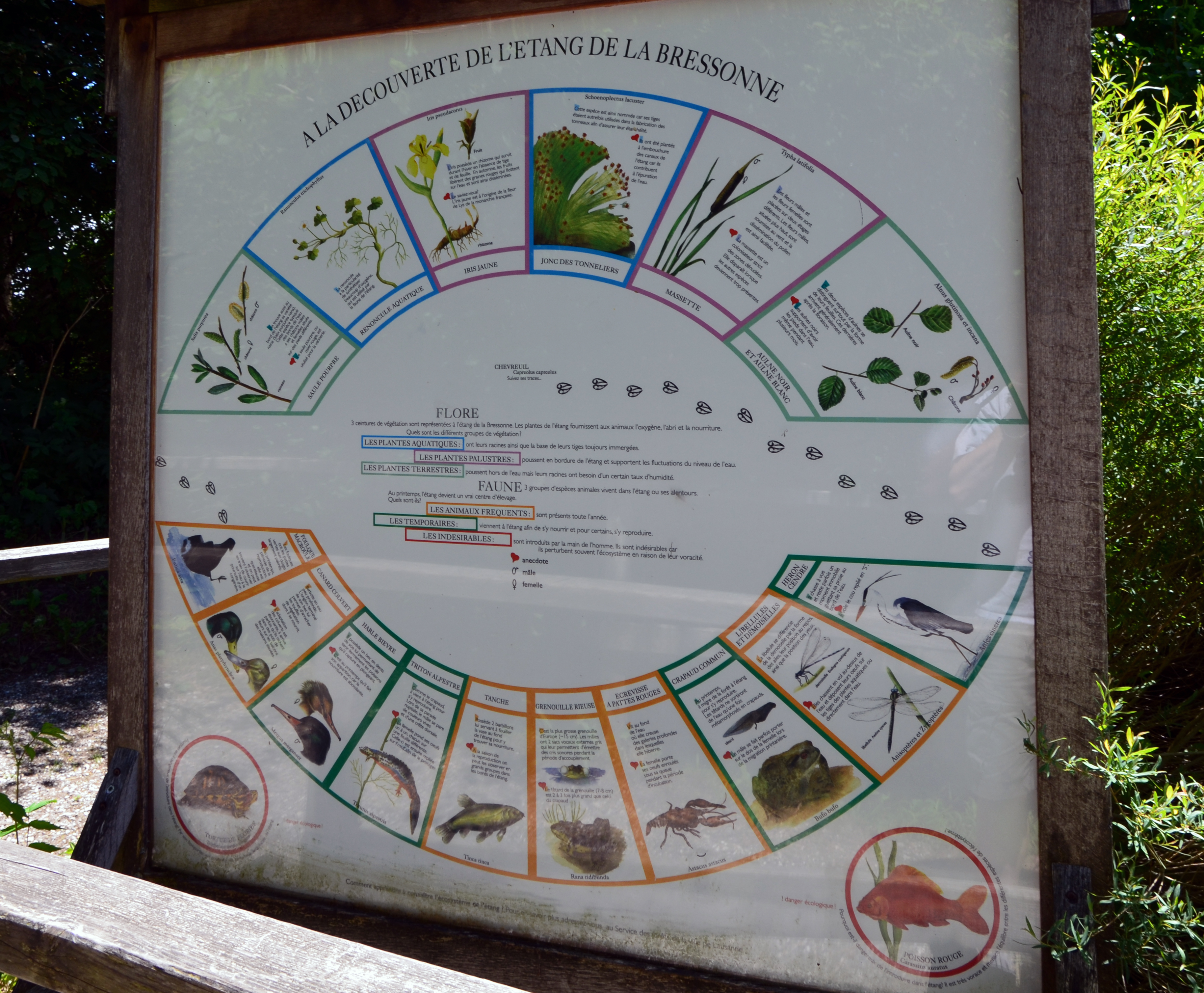
Panneau d'information sur la flore et la faune de l'étang de la Bressonne.